# Brama Przemyska

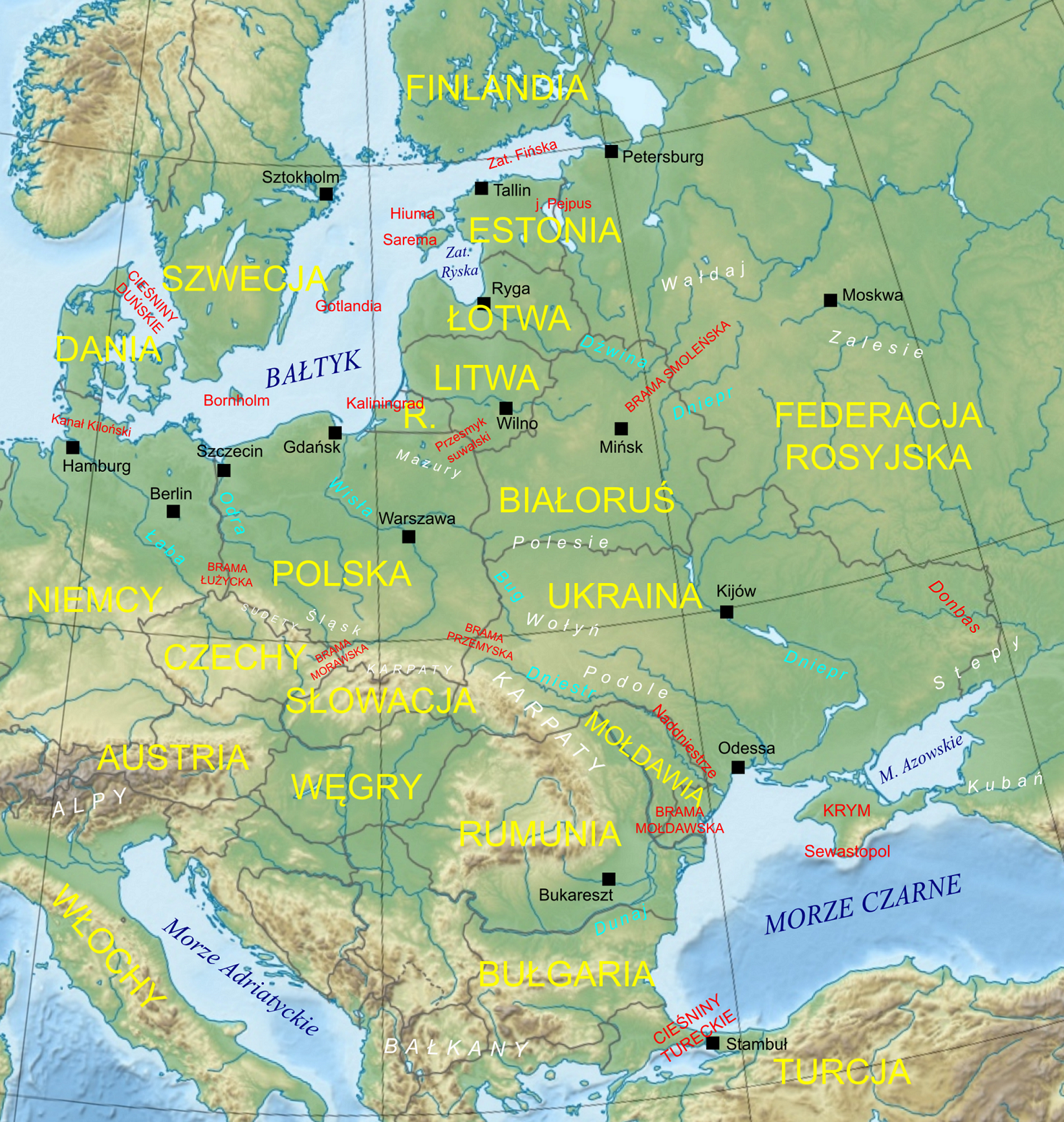
Geostrategiczna mapa Europy Wschodniej

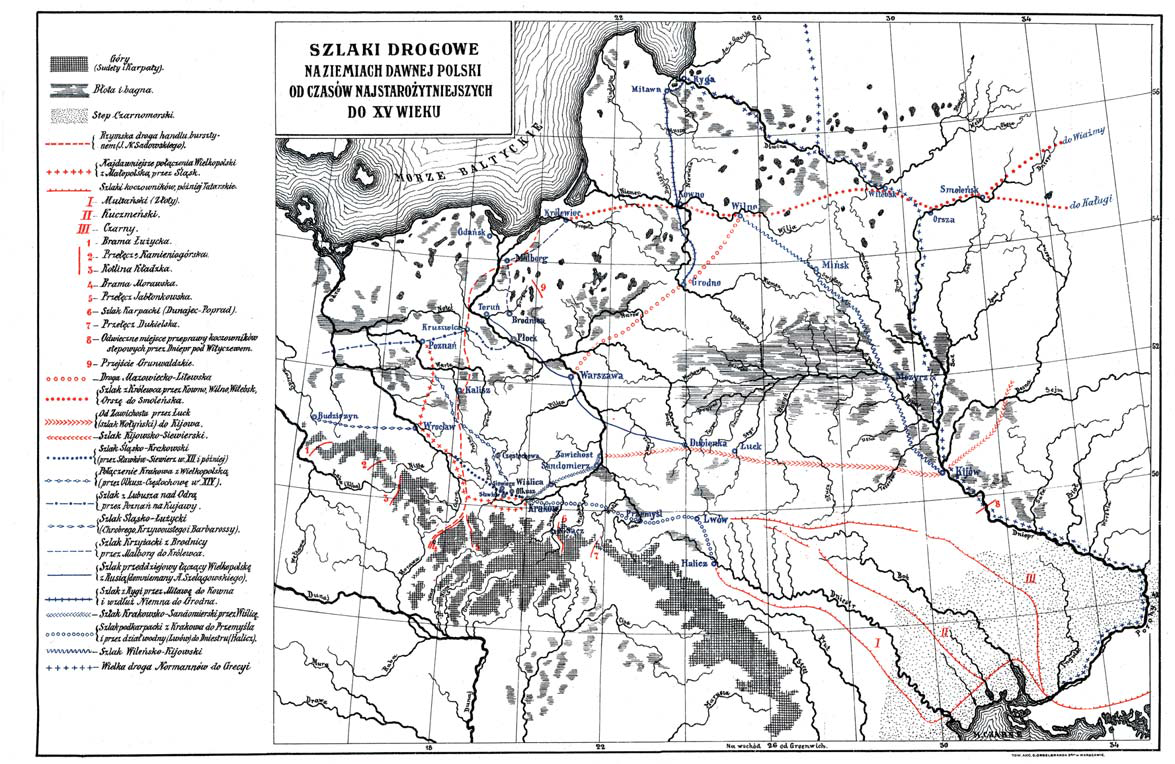
"Szlaki drogowe", mapa z Geografii ziem dawnej Polski Antoniego Sujkowskiego (1918).

Brama Przemyska − kraina geograficzna w południowo-wschodniej Polsce, na pograniczu z Ukrainą.
Brama Przemyska stanowi obniżenie pomiędzy Karpatami Zachodnimi a Roztoczem. Powstała w okresie zlodowacenia, gdy odpływ wód Sanu był utrudniony przez obecność lądolodu, a wody rzeki kierowały się na południowy wschód, do Dniestru.
Historycznie stanowiła drogę od Morza Bałtyckiego, Wisły, Sanu, Wiaru do Strwiąża, Dniestru i Morza Czarnego.